# Coombes
Coombes è una parrocchia civile di 51 abitanti del distretto di Adur, nella contea del West Sussex.